# Абердинский тоннель
Абердинский тоннель (Aberdeen Tunnel, 香港仔隧道) — автомобильный тоннель, построенный под горным массивом на острове Гонконг.
Начинается в районе Хэппи-Вэлли и выходит на поверхность в районе Дип-Уотер-Бей, связывая северное и южное (Абердин) побережье острова. Открылся в 1982 году. Оператором туннеля на основе заключённого контракта является британская компания Serco Group. По состоянию на 2012 год ежедневный трафик через туннель составлял 65 тыс. транспортных средств.

## Общая информация
Длина Абердинского тоннеля — 1,9 км. Он состоит из двух отдельных тоннелей, каждый из которых имеет две полосы движения. Через Абердинский тоннель проходит автострада № 1, связывающая районы Абердин и Сатхинь, а также десятки автобусных маршрутов компаний Kowloon Motor Bus, New World First Bus и Citybus. На северном выходе из туннеля автострада переходит в эстакаду Воннайчхун, а на южном выходе — в Вончукхан-роуд с ответвлением на Айленд-роуд. Площадь с кабинками для сбора платы за проезд расположена у южного выхода (стоимость проезда через туннель составляет 5 гонк. долларов).
Между двумя туннелями располагается подземная физическая лаборатория Гонконгского университета, занимающаяся исследованием элементарных частиц.

## Галерея

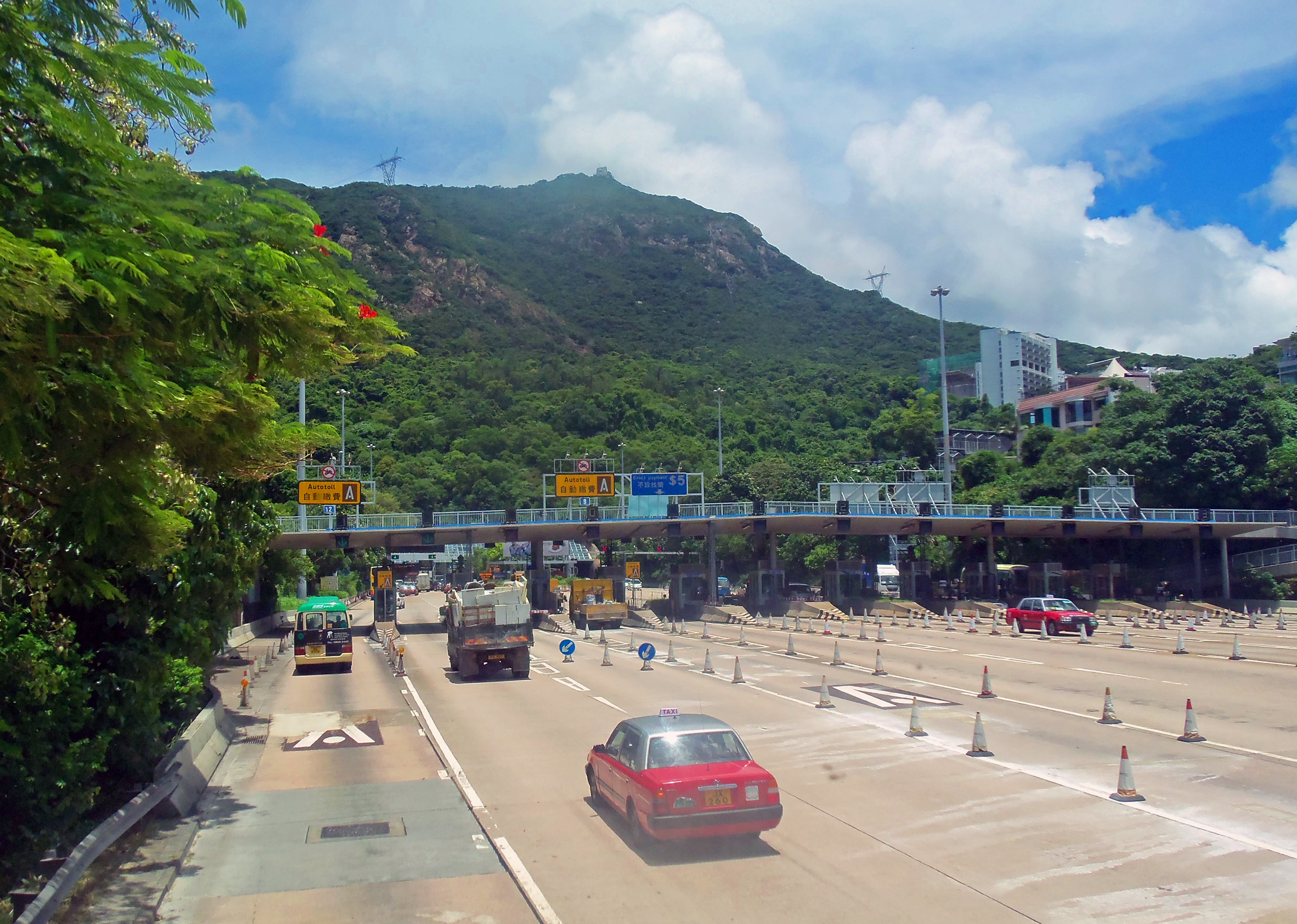
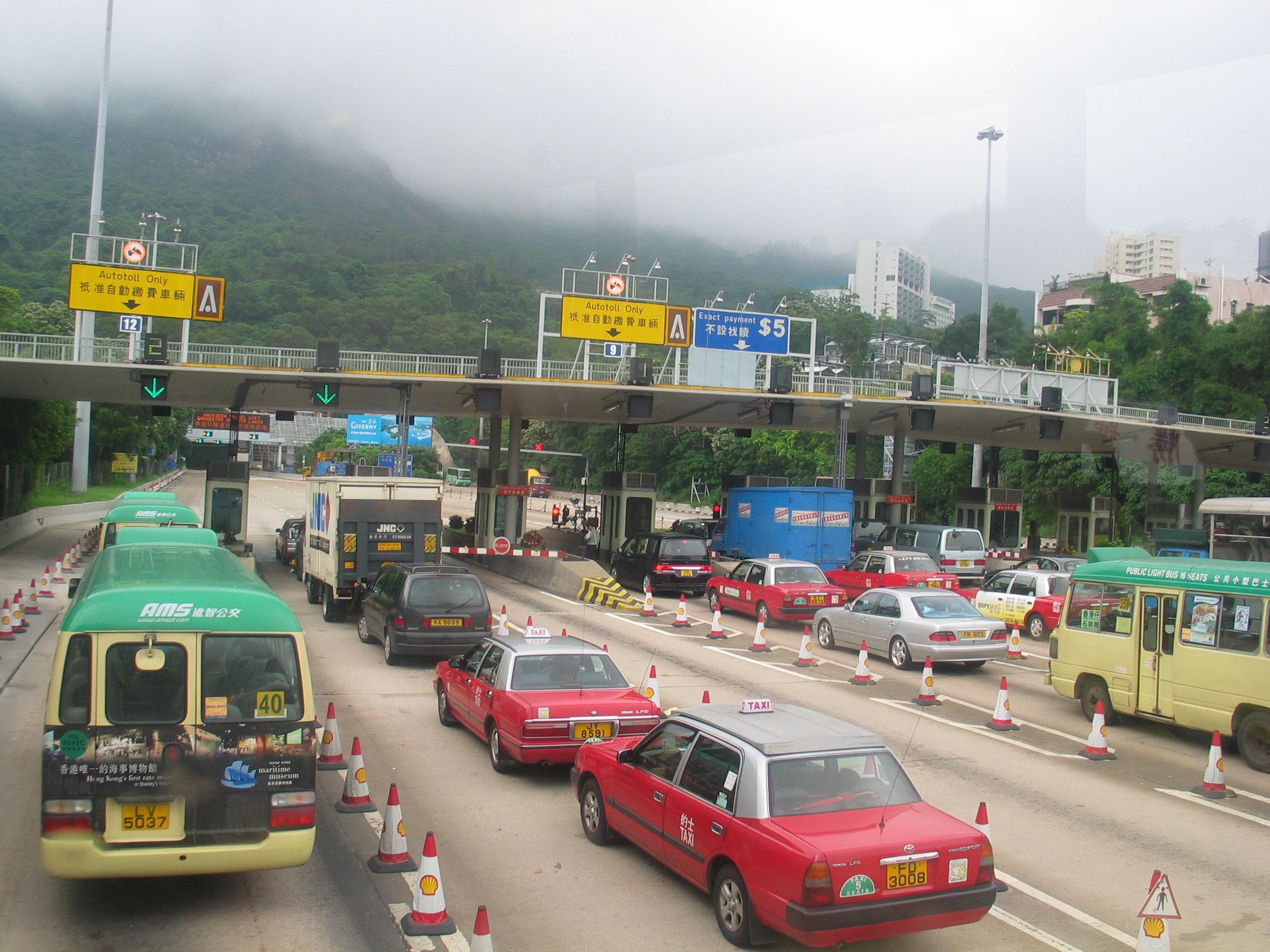
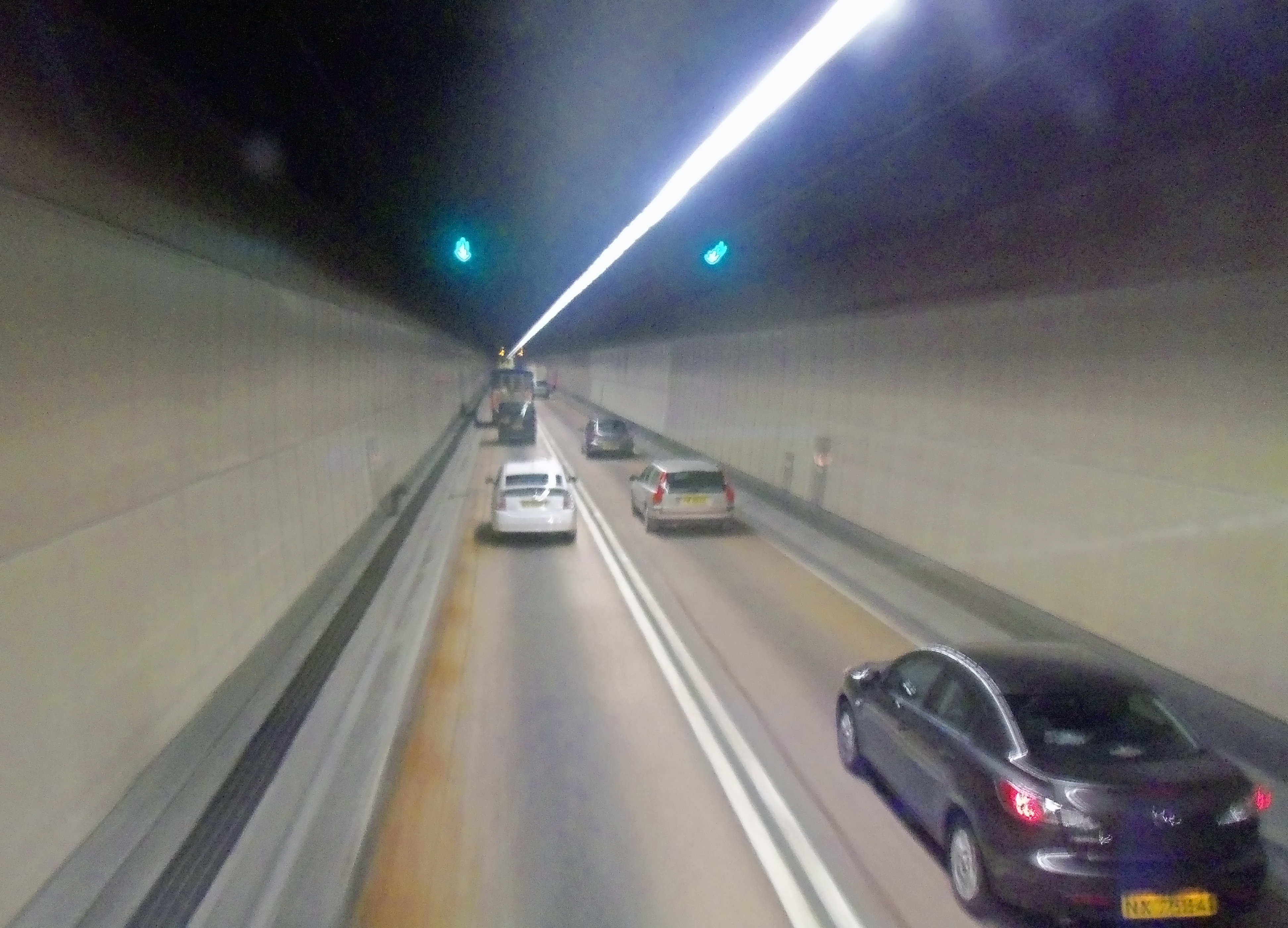